# Manganiet
Manganiet is een veelvoorkomend mangaanhoudend mineraal. Het is een oxide, een verbinding van een mangaanoxide met een hydroxylgroep met de molecuulformule MnO(OH). Kristallen manganiet zijn zilvergrijs en monoklien, alhoewel het ook orthorombisch kan lijken. Het kan met pyrolusiet worden vergeleken. Manganiet is in 1827 voor het eerst ontdekt en beschreven. Manganiet is naar het hoofdbestanddeel genoemd: het metaal mangaan met ongeveer 62,5 %.
Manganiet is na pyrolusiet, een mangaandioxide, en rhodochrosiet, een mangaancarbonaat, de derde belangrijkste economische bron van mangaan. Het metaal kan door middel van het goldschmidtproces uit het erts worden gewonnen.
Manganiet is een veel voorkomend mangaanerts, dat wordt gevormd door de werking van water op mangaan(II)oxide MnO. Deze chemische reactie treedt bij relatief lage temperaturen in hydrothermale aderen op, langgerekte holtes in gesteente die met een warme, waterige massa zijn gevuld die veel metalen bevat, maar ook in zeeën en zoet water. Het wordt vaak in de aanwezigheid van pyrolusiet en bariet aangetroffen.
De meeste kristallen manganiet komen uit de Bottalackmijn bij St Just in Cornwall, in de omgeving van Egremont in Cumbria en in Exeter in Devon. Belangrijke manganietafzettingen worden aangetroffen in Nova Scotia in Canada, in de Harz in Duitsland en in het ijzerdistrict rond het Bovenmeer in de Verenigde Staten.
Manganiet heeft een monoklien kristalstelsel en de kristalvorm is prismatisch opgebouwd met strepen over de buitenkant. Ze komen meestal in bundels of in aggregaten voor die vanuit een centraal punt uitwaaieren. Het mineraal is zilvergrijs tot zwart van kleur. Het is een opaak, een ondoorschijnend mineraal dat iets minder glanst dan een metaal. Deze glans wordt daarom met submetallisch aangeduid.